# Franco Galeone
Franco Galeone (Fragagnano, 1º febbraio 1943) è uno scrittore ed ebraista italiano.

## Biografia
È un religioso salesiano ed un noto ebraista italiano, nonché giornalista pubblicista presso varie testate giornalistiche nazionali.
Ha studiato lingua e cultura ebraica in Israele, presso l'Ulpan Etzion di Gerusalemme, e teologia nell'istituto di Cremisan di Betlemme. Si è laureato all'Università di Napoli in filosofia nel 1976, e in sociologia nel 1979; abilitato in scienze umane e storia nel 1984. Attualmente è docente di filosofia nel liceo scientifico "Don Bosco" di Napoli Vomero e professore di sociologia e di lingua ebraica nell'Istituto Superiore di Scienze Religiose di Capua. Allo scopo di diffondere la cultura ebraica, di approfondire le radici ebraiche del cristianesimo, di promuovere il dialogo tra ebrei e cristiani, ha fondato il gruppo "Le sante radici".

## Opere
- Lo Avete fatto a me. Antisemitismo, Mandese, Taranto, 1986
- Ecce Homo, Antropologia teologica, Mandese, Taranto, 1991
- Le parole e i giorni, dal Kronos al Kairòs, Sudgarfica, Catanzaro, 1992
- Agostino, il Platone Cristiano, Mandese, Taranto, 1993
- Biagio Pascal, il sublime misantropo, Mandese, Taranto, 1994
- Shopenhauer, dalla Voluntas alla Noluntas, Mandese, Taranto, 1994
- Perfidi Giudei, Fratelli maggiori, LDC, Torino, 1995
- Ascolta Israele. Spiritualità ebraica, LDC, Torino, 1995
- In principio era la meraviglia... Storia della filosofia, 3 voll., Mandese, Taranto 1996
- In principio era la meraviglia... Antologia Filosofica,3 voll., Mandese, Taranto 1997
- Dizionario interdisciplinare di filosofia, Spring, Caserta, 1998
- Viaggio nel Novecento. Critica Storica,3 voll., Mandese, Taranto, 1999
- Ebrei e Cristiani, Civitas Casertana, 2000
- Tesi sul Novecento. Quaderni di storia,3 voll., Mandese, Taranto, 2003
- Dio, le Opere, i Giorni. Omelie anno A, B, C, Dehoniane, Bologna, 2003
- La Sociologia, Spring, Caserta, 2004
- Santorale Laico, dalla ferialità alla festività, Dehoniane, Bologna, 2005
- Ebrei ed ebraismo,7 voll., Spring, Caserta, 2006
- Un PRETE...sto per educare raccontando, Spring, Caserta 2011
- L'ABC del dialogo ebraico-cristiano, in collaborazione con M.R.Fazio, Spring, Caserta 2012
- Cominciando da Isaia... in collaborazione con M.R.Fazio, Spring, Caserta 2013
- Grammatica ebraica, in collaborazione con M.R.Fazio, Spring, Caserta 2013
- Uomini e donne della Bibbia ieri per oggi, Maria Rosaria Fazio e Franco Galeone, Saletta dell'Uva, Caserta 2014
- dalla eis-egesi alla ex-egesi, Maria Rosaria Fazio e Franco Galeone, Saletta dell'Uva, Caserta 2015
- Tra Logos e Toràh: Ragione e Sapienza, Maria Rosaria Fazio e Franco Galeone, Editrice L'APERIA, Caserta 2016
- Veritatis Amor: dalla Teologia all'Antropologia, Editrice L'Aperia, Caserta 2017
- Saggio su Gioele, Editrice l'APERIA, Caserta 2017
- Saggio su Giona, Editrice L'APERIA, Caserta 2017
- Saggio su Osea, Editrice L'APERIA, Caserta 2017
- Saggio su Amòs, Editrice L'APERIA, Caserta 2018
- Saggio su Abdia, Editrice L'APERIA, Caserta 2018
- Saggio su Michea, Editrice L'APERIA, Caserta 2018
- Saggio su Nachum, Editrice L'APERIA, Caserta 2018
- Saggio su Abaquq, Editrice L'APERIA, Caserta 2018
- Saggio su Aggeo, Editrice L'APERIA, Caserta 2018
- Saggio su Zaccaria, Editrice L'APERIA, Caserta 2019
- Saggio su Malachia, Editrice L'APERIA, Caserta 2019
- Dio è la nostra felicità, Editrice L'Aperia, Caserta 2020
- Le Biografie dei 12 Profeti Minori, L'Aperia, Caserta 2021